# Barrage de Bayramiç
Le barrage de Bayramiç (en turc Bayramiç barajı) est un barrage de Turquie.

## Sources
- (en) www.dsi.gov.tr/tricold/bayramic.htm Site de l'agence gouvernementale turque des travaux hydrauliques